# 미얀마의 국장

미얀마의 국장

미얀마의 국장은 미얀마 정부의 공식 문서 및 출판물에 사용되는 상징표(국장)로, 현재 사용되는 국장은 2011년에 제정되었다.
국장 가운데에는 빨간색 바탕에 노란색 문양이 그려져 있으며 월계수 사이에는 노란색 미얀마 지도가 그려져 있다. 국장 양쪽에는 두 개의 미얀마의 전통적인 사자상인 친제가 그려져 있다. 국장 전체에는 미얀마의 전통적인 꽃 문양이 장식되어 있으며 국장 위에는 노란색 별이 그려져 있다.

## 과거의 국장

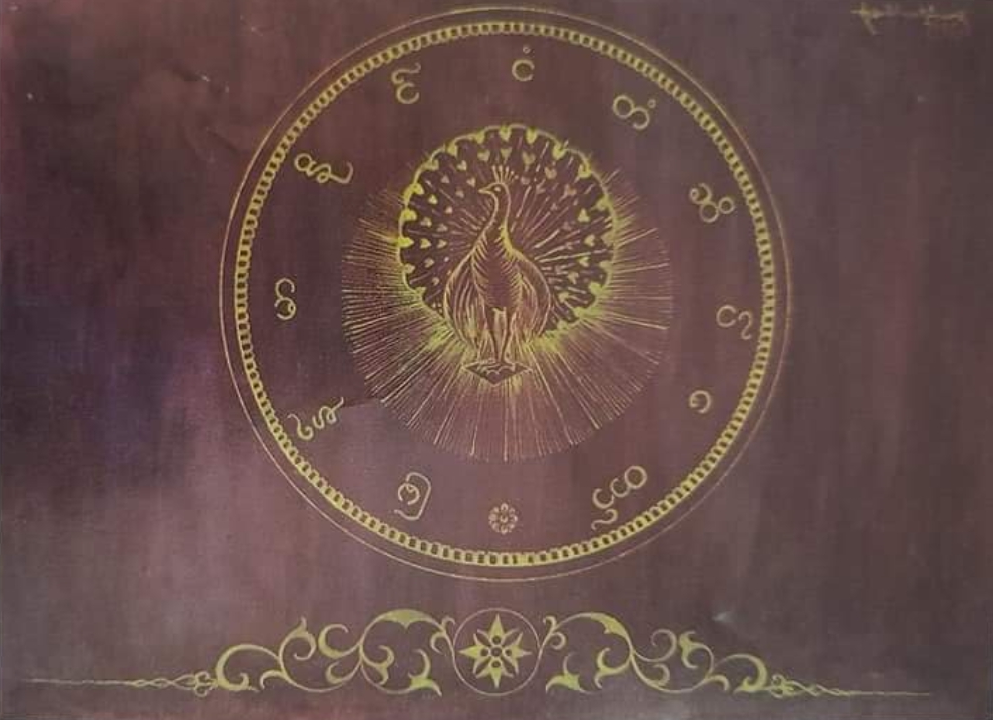
1852년 ~ 1885년 꼰바웅 왕조의 국장
1943년 ~ 1945년 버마국의 국장
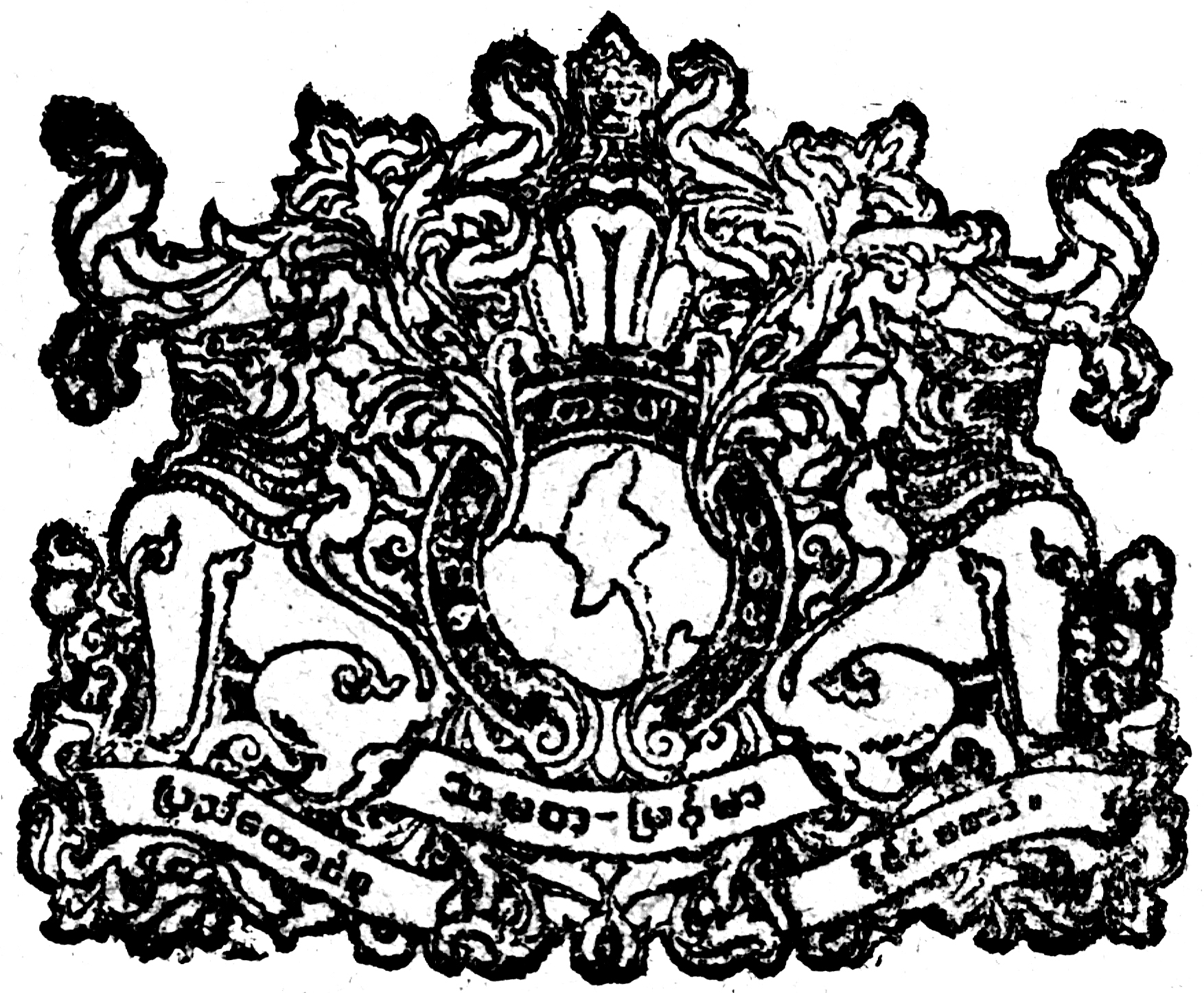
1948년 ~ 1974년 버마의 국장
1974년 ~ 1988년 버마(미얀마)의 국장
1988년 ~ 2011년 버마(미얀마)의 국장